# Momento angular relativista
En física, el término momento angular relativista hace referencia a las expresiones matemáticas y a los conceptos físicos que definen el momento angular en la teoría de la relatividad especial (TRE) y en la teoría de la relatividad general (TRG). La magnitud relativista del momento angular es sutilmente diferente de la cantidad considerada en la mecánica clásica tridimensional.
El momento angular es una cantidad dinámica importante derivada de la posición y el impulso. Es una medida del movimiento de rotación de un objeto y de la resistencia a los cambios en su rotación. Además, de la misma manera que la conservación del momento corresponde a la simetría traslacional, la conservación del momento angular corresponde a la simetría rotacional: la conexión entre simetrías y leyes de conservación se expresa mediante el teorema de Noether. Si bien estos conceptos se descubrieron originalmente en la mecánica clásica, también son verdaderos y significativos en la relatividad especial y en la relatividad general. En términos del álgebra abstracta, la invariancia del momento angular, del cuadrimomento y de otras simetrías en el espacio-tiempo se describen mediante el grupo de Lorentz, o con carácter más general, mediante el grupo de Poincaré.
Magnitudes físicas que permanecen separadas en la física clásica se combinan naturalmente en la relatividad especial y en la relatividad general al imponer los postulados de la relatividad. En particular, las coordenadas espaciales y temporales se combinan en forma de un cuadrivector, y la energía y el impulso se combinan en forma del cuadrimomento. Los componentes de estos cuadrivectores dependen del sistema de referencia utilizado y cambian bajo la transformación de Lorentz a otros sistemas de referencia inerciales o no inerciales (acelerados).
El momento angular relativista es menos obvio. La definición clásica de momento angular es el producto vectorial de la posición x por el momento p para obtener un vector axial x × p, o alternativamente, como el producto exterior para obtener un tensor antisimétrico x ∧ p de segundo orden. ¿Con qué se combina esta magnitud en todo caso? Hay otra cantidad vectorial que no se discute a menudo, el momento variable en el tiempo del vector polar de masa (no el momento de inercia) relacionado con el impulso del centro de masas del sistema, y esto se combina con el seudovector del momento angular clásico para formar un tensor antisimétrico de segundo orden, exactamente de la misma manera que el vector polar del campo eléctrico se combina con el seudovector del campo magnético para formar el tensor antisimétrico del campo electromagnético. Para distribuciones de masa-energía en rotación (como por ejemplo, giróscopos, planetas, estrellas o agujeros negros) en lugar de partículas puntuales, el tensor de momento angular se expresa en términos del tensor de energía-impulso del objeto en rotación.
Solo en la relatividad especial, en el sistema de referencia en reposo de un objeto que gira, hay un momento angular intrínseco análogo al espín en mecánica cuántica y en mecánica cuántica relativista, aunque para un cuerpo extendido en lugar de una partícula puntual. En mecánica cuántica relativista, las partículas elementales tienen espín, una contribución adicional al operador de momento angular orbital, lo que produce el operador tensor de momento angular total. En cualquier caso, la adición intrínseca del espín al momento angular orbital de un objeto se puede expresar en términos del seudovector de Pauli-Lubanski.

## Definiciones

El 3-momento angular como bivector (elemento plano) y un vector axial, de una partícula de masa m con 3-posición instantánea x y 3-momento instantáneo p

### Momento angular orbital tridimensional
Como referencia y antecedentes, se describen dos formas de momento angular estrechamente relacionadas.
En mecánica clásica, el momento angular orbital de una partícula con vector de posición tridimensional instantáneo x= (x, y, z) y vector de momento p= (px, py, pz), se define como vector axial.
{\displaystyle \mathbf {L} =\mathbf {x} \times \mathbf {p} }
que tiene tres componentes, que están dados sistemáticamente por permutación cíclica de direcciones cartesianas (por ejemplo, cambiar x a y, y a z, z a x, repetir)
{\displaystyle {\begin{aligned}L_{x}&=yp_{z}-zp_{y}\,,\\L_{y}&=zp_{x}-xp_{z}\,,\\L_{z}&=xp_{y}-yp_{x}\,.\end{aligned}}}
Una definición relacionada es concebir el momento angular orbital como un "elemento plano". Esto se puede lograr reemplazando el producto cruzado por producto exterior en el lenguaje de producto exterior, y el momento angular se convierte en un contravariant de segundo orden tensor antisimétrico.
{\displaystyle \mathbf {L} =\mathbf {x} \wedge \mathbf {p} }
o escribiendo x= (x1, x2, x3)= (x, y, z) y el vector de impulso p= (p1, p2, p3)= (px, py, pz), los componentes se pueden abreviar de forma compacta en  tensor index notation
{\displaystyle L^{ij}=x^{i}p^{j}-x^{j}p^{i}}
donde los índices i y j toman los valores 1, 2, 3. Por otro lado, los componentes se pueden mostrar sistemáticamente de forma completa en un matriz antisimétrica de 3 × 3.
{\displaystyle {\begin{aligned}\mathbf {L} &={\begin{pmatrix}L^{11}&L^{12}&L^{13}\\L^{21}&L^{22}&L^{23}\\L^{31}&L^{32}&L^{33}\\\end{pmatrix}}={\begin{pmatrix}0&L_{xy}&L_{xz}\\L_{yx}&0&L_{yz}\\L_{zx}&L_{zy}&0\end{pmatrix}}={\begin{pmatrix}0&L_{xy}&-L_{zx}\\-L_{xy}&0&L_{yz}\\L_{zx}&-L_{yz}&0\end{pmatrix}}\\&={\begin{pmatrix}0&xp_{y}-yp_{x}&-(zp_{x}-xp_{z})\\-(xp_{y}-yp_{x})&0&yp_{z}-zp_{y}\\zp_{x}-xp_{z}&-(yp_{z}-zp_{y})&0\end{pmatrix}}\end{aligned}}}
Esta cantidad es aditiva y, para un sistema aislado, el momento angular total de un sistema se conserva.

### Momento de masa dinámico
En mecánica clásica, la cantidad tridimensional de una partícula de masa m que se mueve con velocidad 'u
{\displaystyle \mathbf {N} =m\left(\mathbf {x} -t\mathbf {u} \right)=m\mathbf {x} -t\mathbf {p} }
tiene el dimensions de momento de masa: longitud multiplicada por masa. Es igual a la masa de la partícula o sistema de partículas multiplicada por la distancia desde el origen espacial al centro de masas (COM) en el origen temporal (t= 0), medida en el sistema de referencia local. No existe un símbolo universal, ni siquiera un nombre universal, para esta cantidad. Diferentes autores pueden indicarlo mediante otros símbolos, si los hubiera (por ejemplo µ), pueden designar otros nombres y pueden definir N como el negativo de lo que se usa aquí. La forma anterior tiene la ventaja de que se parece al familiar Transformación de Galileo para posición, que a su vez es la transformación de impulso no relativista entre marcos inerciales.
Este vector también es aditivo: para un sistema de partículas, la suma vectorial es la resultante
{\displaystyle \sum _{n}\mathbf {N} _{n}=\sum _{n}m_{n}\left(\mathbf {x} _{n}-t\mathbf {u} _{n}\right)=\left(\mathbf {x} _{\mathrm {COM} }\sum _{n}m_{n}-t\sum _{n}m_{n}\mathbf {u} _{n}\right)=M_{\text{tot}}(\mathbf {x} _{\mathrm {COM} }-\mathbf {u} _{\mathrm {COM} }t)}
donde la posición centro de masas y la velocidad y la masa total del sistema son respectivamente
{\displaystyle {\begin{aligned}\mathbf {x} _{\mathrm {COM} }&={\frac {\sum _{n}m_{n}\mathbf {x} _{n}}{\sum _{n}m_{n}}},\\[3pt]\mathbf {u} _{\mathrm {COM} }&={\frac {\sum _{n}m_{n}\mathbf {u} _{n}}{\sum _{n}m_{n}}},\\[3pt]M_{\text{tot}}&=\sum _{n}m_{n}.\end{aligned}}}
Para un sistema aislado, N se conserva en el tiempo, lo que se puede ver diferenciando con respecto al tiempo
yo me. El momento angular L es un pseudovector, pero N es un vector "ordinario" (polar) y, por lo tanto, es invariante bajo inversión.
El Ntot resultante para un sistema multipartícula tiene la visualización física de que, cualquiera que sea el movimiento complicado de todas las partículas, se mueven de tal manera que el COM del sistema se mueve en línea recta. Esto no significa necesariamente que todas las partículas "sigan" el COM, ni que todas las partículas se muevan casi en la misma dirección simultáneamente, solo que el movimiento colectivo de las partículas está restringido en relación con el centro de masa.
En relatividad especial, si la partícula se mueve con velocidad u relativa al marco del laboratorio, entonces
{\displaystyle {\begin{aligned}E&=\gamma (\mathbf {u} )m_{0}c^{2},&\mathbf {p} &=\gamma (\mathbf {u} )m_{0}\mathbf {u} \end{aligned}}}
dónde
{\displaystyle \gamma (\mathbf {u} )={\frac {1}{\sqrt {1-{\frac {\mathbf {u} \cdot \mathbf {u} }{c^{2}}}}}}}
es Factor de Lorentz y m es la masa (es decir, la masa en reposo) de la partícula. El momento de masa relativista correspondiente en términos de m, u, p, E, en el mismo marco de laboratorio es
{\displaystyle \mathbf {N} ={\frac {E}{c^{2}}}\mathbf {x} -\mathbf {p} t=m\gamma (\mathbf {u} )(\mathbf {x} -\mathbf {u} t).}
Los componentes cartesianos son
{\displaystyle {\begin{aligned}N_{x}=mx-p_{x}t&={\frac {E}{c^{2}}}x-p_{x}t=m\gamma (u)(x-u_{x}t)\\N_{y}=my-p_{y}t&={\frac {E}{c^{2}}}y-p_{y}t=m\gamma (u)(y-u_{y}t)\\N_{z}=mz-p_{z}t&={\frac {E}{c^{2}}}z-p_{z}t=m\gamma (u)(z-u_{z}t)\end{aligned}}}

## Relatividad especial

### Transformaciones de coordenadas para un impulso en la dirección x
Considere un sistema de coordenadas F′ que se mueve con velocidad v= (v, 0, 0) con respecto a otro sistema F, en la dirección de los ejes xx′ coincidentes. Los orígenes de los dos sistemas de coordenadas coinciden en los momentos t= t′= 0. Los componentes masa-energía E= mc2 y momento p= (px, py, pz) de un objeto, así como las coordenadas de posición x= (x, y, z) y el tiempo t en el cuadro F se transforman en E′= m′c2, p′= (px′, py′, pz′), x′= (x′, y′, z′) y t′ en F′ según los Transformación de Lorentz.
{\displaystyle {\begin{aligned}t'&=\gamma (v)\left(t-{\frac {vx}{c^{2}}}\right)\,,\quad &E'&=\gamma (v)\left(E-vp_{x}\right)\\x'&=\gamma (v)(x-vt)\,,\quad &p_{x}'&=\gamma (v)\left(p_{x}-{\frac {vE}{c^{2}}}\right)\\y'&=y\,,\quad &p_{y}'&=p_{y}\\z'&=z\,,\quad &p_{z}'&=p_{z}\\\end{aligned}}}
El factor de Lorentz aquí se aplica a la velocidad v', la velocidad relativa entre los fotogramas. Esto no es necesariamente lo mismo que la velocidad u de un objeto.
Para el momento orbital de 3 ángulos L como pseudovector, tenemos
{\displaystyle {\begin{aligned}L_{x}'&=y'p_{z}'-z'p_{y}'=L_{x}\\L_{y}'&=z'p_{x}'-x'p_{z}'=\gamma (v)(L_{y}-vN_{z})\\L_{z}'&=x'p_{y}'-y'p_{x}'=\gamma (v)(L_{z}+vN_{y})\\\end{aligned}}}
| Demostración |
| For the x-component {\displaystyle L_{x}'=y'p_{z}'-z'p_{y}'=yp_{z}-zp_{y}=L_{x}} the y-component {\displaystyle {\begin{aligned}L_{y}'&=z'p_{x}'-x'p_{z}'\\&=z\gamma \left(p_{x}-{\frac {vE}{c^{2}}}\right)-\gamma \left(x-vt\right)p_{z}\\&=\gamma \left[zp_{x}-z{\frac {vE}{c^{2}}}-xp_{z}+vtp_{z}\right]\\&=\gamma \left[\left(zp_{x}-xp_{z}\right)+v\left(p_{z}t-z{\frac {E}{c^{2}}}\right)\right]\\&=\gamma \left(L_{y}-vN_{z}\right)\end{aligned}}} and z-component {\displaystyle {\begin{aligned}L_{z}'&=x'p_{y}'-y'p_{x}'\\&=\gamma \left(x-vt\right)p_{y}-y\gamma \left(p_{x}-{\frac {vE}{c^{2}}}\right)\\&=\gamma \left[xp_{y}-vtp_{y}-yp_{x}+y{\frac {vE}{c^{2}}}\right]\\&=\gamma \left[\left(xp_{y}-yp_{x}\right)+v\left(y{\frac {E}{c^{2}}}-tp_{y}\right)\right]\\&=\gamma \left(L_{z}+vN_{y}\right)\end{aligned}}} |

En los segundos términos de Ly′ y Lz′, los componentes y y z de producto vectorial v × N se pueden inferir reconociendo los permutación cíclica de vx= v y vy= vz= 0 con los componentes de N,
{\displaystyle {\begin{aligned}-vN_{z}&=v_{z}N_{x}-v_{x}N_{z}=\left(\mathbf {v} \times \mathbf {N} \right)_{y}\\vN_{y}&=v_{x}N_{y}-v_{y}N_{x}=\left(\mathbf {v} \times \mathbf {N} \right)_{z}\\\end{aligned}}}
Ahora, Lx es paralelo a la velocidad relativa v y los otros componentes Ly y Lz son perpendiculares a v. La correspondencia paralelo-perpendicular se puede facilitar dividiendo todo el pseudovector de momento angular de 3 en componentes paralelos (?) y perpendiculares (?) a v, en cada cuadro,
{\displaystyle \mathbf {L} =\mathbf {L} _{\parallel }+\mathbf {L} _{\perp }\,,\quad \mathbf {L} '=\mathbf {L} _{\parallel }'+\mathbf {L} _{\perp }'\,.}
Luego, las ecuaciones componentes se pueden recopilar en ecuaciones pseudovectoriales.
{\displaystyle {\begin{aligned}\mathbf {L} _{\parallel }'&=\mathbf {L} _{\parallel }\\\mathbf {L} _{\perp }'&=\gamma (\mathbf {v} )\left(\mathbf {L} _{\perp }+\mathbf {v} \times \mathbf {N} \right)\\\end{aligned}}}
Por lo tanto, las componentes del momento angular en la dirección del movimiento no cambian, mientras que las componentes perpendiculares sí cambian. A diferencia de las transformaciones del espacio y el tiempo, el tiempo y las coordenadas espaciales cambian en la dirección del movimiento, mientras que las perpendiculares no.
Estas transformaciones son válidas para "todos" los v, no solo para el movimiento en los ejes xx′.
Considerando L como tensor, obtenemos un resultado similar
{\displaystyle \mathbf {L} _{\perp }'=\gamma (\mathbf {v} )\left(\mathbf {L} _{\perp }+\mathbf {v} \wedge \mathbf {N} \right)}
dónde
{\displaystyle {\begin{aligned}v_{z}N_{x}-v_{x}N_{z}&=\left(\mathbf {v} \wedge \mathbf {N} \right)_{zx}\\v_{x}N_{y}-v_{y}N_{x}&=\left(\mathbf {v} \wedge \mathbf {N} \right)_{xy}\\\end{aligned}}}
El impulso del momento de masa dinámico en la dirección x es
{\displaystyle {\begin{aligned}N_{x}'&=m'x'-p_{x}'t'=N_{x}\\N_{y}'&=m'y'-p_{y}'t'=\gamma (v)\left(N_{y}+{\frac {vL_{z}}{c^{2}}}\right)\\N_{z}'&=m'z'-p_{z}'t'=\gamma (v)\left(N_{z}-{\frac {vL_{y}}{c^{2}}}\right)\\\end{aligned}}}
| Deducción |
| Para el componente x Error al representar (función desconocida «\begin{align}»): {\displaystyle \begin{align} N_x' &= \frac{E'}{c^2}x' - t'p_x'\\ &= \frac{\gamma}{c^2}(E - vp_x)\gamma(x - vt) - \gamma\left(t - \frac{xv}{c^2}\right)\gamma\left(p_x - \frac{vE}{c^2}\right) \\ &= \gamma^2\left[\frac{1}{c^2}\left(E - vp_x\right)(x - vt) - \left(t - \frac{xv}{c^2}\right)\left(p_x - \frac{vE}{c^2}\right)\right] \\ &= \gamma^2\left[\frac{Ex}{c^2} - \frac{Evt}{c^2} - \frac{vp_x x}{c^2} + \frac{vp_xvt}{c^2} - tp_x + \frac{xv}{c^2}p_x + t\frac{vE}{c^2} - \frac{xv}{c^2}\frac{vE}{c^2}\right] \\ &= \gamma^2\left[\frac{Ex}{c^2}\cancel{-\frac{Evt}{c^2}}-vp_xxc^2 + v^2c^2p_xt - tp_x+xvc^2p_x+tvEc^2 - v^2c^2Exc^2] \ &= ^2[(Exc^2 - tp_x) + v^2c^2(p_xt - Ex c^2)] \ &= ^2[1 - v^2c^2]N_x \ &= ^21^2N_x alinear} el componente y {\displaystyle {\begin{aligned}N_{y}'&={\frac {E'}{c^{2}}}y'-t'p_{y}'\\&={\frac {1}{c^{2}}}\gamma (E-vp_{x})y-\gamma \left(t-{\frac {xv}{c^{2}}}\right)p_{y}\\&=\gamma \left[{\frac {1}{c^{2}}}(E-vp_{x})y-\left(t-{\frac {xv}{c^{2}}}\right)p_{y}\right]\\&=\gamma \left[{\frac {1}{c^{2}}}Ey-{\frac {1}{c^{2}}}vp_{x}y-tp_{y}+{\frac {xv}{c^{2}}}p_{y}\right]\\&=\gamma \left[\left({\frac {1}{c^{2}}}Ey-tp_{y}\right)+{\frac {v}{c^{2}}}(xp_{y}-yp_{x})\right]\\&=\gamma \left(N_{y}+{\frac {v}{c^{2}}}L_{z}\right)\end{aligned}}} y el componente z {\displaystyle {\begin{aligned}N_{z}'&={\frac {E'}{c^{2}}}z'-t'p_{z}'\\&={\frac {1}{c^{2}}}\gamma (E-vp_{x})z-\gamma \left(t-{\frac {xv}{c^{2}}}\right)p_{z}\\&=\gamma \left[{\frac {1}{c^{2}}}(E-vp_{x})z-\left(t-{\frac {xv}{c^{2}}}\right)p_{z}\right]\\&=\gamma \left[{\frac {1}{c^{2}}}Ez-{\frac {1}{c^{2}}}vp_{z}z-tp_{z}+{\frac {xv}{c^{2}}}p_{z}\right]\\&=\gamma \left[\left({\frac {1}{c^{2}}}Ez-tp_{z}\right)+{\frac {v}{c^{2}}}(xp_{z}-zp_{x})\right]\\&=\gamma \left(N_{z}-{\frac {v}{c^{2}}}L_{y}\right)\end{aligned}}} |

Recolectando componentes paralelos y perpendiculares como antes
{\displaystyle {\begin{aligned}\mathbf {N} _{\parallel }'&=\mathbf {N} _{\parallel }\\\mathbf {N} _{\perp }'&=\gamma (\mathbf {v} )\left(\mathbf {N} _{\perp }-{\frac {1}{c^{2}}}\mathbf {v} \times \mathbf {L} \right)\\\end{aligned}}}
Nuevamente, las componentes paralelas a la dirección del movimiento relativo no cambian, las perpendiculares sí cambian.

### Transformaciones vectoriales para un impulso en cualquier dirección
Hasta ahora estas son solo las descomposiciones paralelas y perpendiculares de los vectores. Las transformaciones en los vectores completos se pueden construir a partir de ellos de la siguiente manera (en aquí L es un pseudovector por motivos de concreción y compatibilidad con el álgebra vectorial).
Introduzca un vector unitario en la dirección de v, dado por n= v/v. Los componentes paralelos vienen dados por proyección vectorial de L o N en n
{\displaystyle \mathbf {L} _{\parallel }=(\mathbf {L} \cdot \mathbf {n} )\mathbf {n} \,,\quad \mathbf {N} _{\parallel }=(\mathbf {N} \cdot \mathbf {n} )\mathbf {n} }
mientras que la componente perpendicular por proyección vectorial de L o N de n
{\displaystyle \mathbf {L} _{\perp }=\mathbf {L} -(\mathbf {L} \cdot \mathbf {n} )\mathbf {n} \,,\quad \mathbf {N} _{\perp }=\mathbf {N} -(\mathbf {N} \cdot \mathbf {n} )\mathbf {n} }
y las transformaciones son
{\displaystyle {\begin{aligned}\mathbf {L} '&=\gamma (\mathbf {v} )(\mathbf {L} +v\mathbf {n} \times \mathbf {N} )-(\gamma (\mathbf {v} )-1)(\mathbf {L} \cdot \mathbf {n} )\mathbf {n} \\\mathbf {N} '&=\gamma (\mathbf {v} )\left(\mathbf {N} -{\frac {v}{c^{2}}}\mathbf {n} \times \mathbf {L} \right)-(\gamma (\mathbf {v} )-1)(\mathbf {N} \cdot \mathbf {n} )\mathbf {n} \\\end{aligned}}}
o restablecer v= vn,
{\displaystyle {\begin{aligned}\mathbf {L} '&=\gamma (\mathbf {v} )(\mathbf {L} +\mathbf {v} \times \mathbf {N} )-(\gamma (\mathbf {v} )-1){\frac {(\mathbf {L} \cdot \mathbf {v} )\mathbf {v} }{v^{2}}}\\\mathbf {N} '&=\gamma (\mathbf {v} )\left(\mathbf {N} -{\frac {1}{c^{2}}}\mathbf {v} \times \mathbf {L} \right)-(\gamma (\mathbf {v} )-1){\frac {(\mathbf {N} \cdot \mathbf {v} )\mathbf {v} }{v^{2}}}\\\end{aligned}}}
Son muy similares a las transformaciones de Lorentz de campo eléctrico E y campo magnético B, ver Electromagnetismo clásico y relatividad especial.
Alternativamente, a partir de las transformaciones vectoriales de Lorentz de tiempo, espacio, energía y momento, para un impulso con velocidad v,
{\displaystyle {\begin{aligned}t'&=\gamma (\mathbf {v} )\left(t-{\frac {\mathbf {v} \cdot \mathbf {r} }{c^{2}}}\right)\,,\\\mathbf {r} '&=\mathbf {r} +{\frac {\gamma (\mathbf {v} )-1}{v^{2}}}(\mathbf {r} \cdot \mathbf {v} )\mathbf {v} -\gamma (\mathbf {v} )t\mathbf {v} \,,\\\mathbf {p} '&=\mathbf {p} +{\frac {\gamma (\mathbf {v} )-1}{v^{2}}}(\mathbf {p} \cdot \mathbf {v} )\mathbf {v} -\gamma (\mathbf {v} ){\frac {E}{c^{2}}}\mathbf {v} \,,\\E'&=\gamma (\mathbf {v} )\left(E-\mathbf {v} \cdot \mathbf {p} \right)\,,\\\end{aligned}}}
insertándolos en las definiciones
{\displaystyle {\begin{aligned}\mathbf {L} '&=\mathbf {r} '\times \mathbf {p} '\,,&\mathbf {N} '&={\frac {E'}{c^{2}}}\mathbf {r} '-t'\mathbf {p} '\end{aligned}}}
da las transformaciones.
| Deducción de las transformaciones vectoriales directamente |
| El momento angular orbital en cada cuadro es {\displaystyle \mathbf {L} '=\mathbf {r} '\times \mathbf {p} '\,,\quad \mathbf {L} =\mathbf {r} \times \mathbf {p} } entonces tomando el producto cruzado de las transformaciones {\displaystyle {\begin{aligned}\mathbf {L} '&=\left[\mathbf {r} +(\gamma -1)(\mathbf {r} \cdot \mathbf {n} )\mathbf {n} -\gamma tv\mathbf {n} \right]\times \left[\mathbf {p} +(\gamma -1)(\mathbf {p} \cdot \mathbf {n} )\mathbf {n} -\gamma {\frac {E}{c^{2}}}v\mathbf {n} \right]\\&=[\mathbf {r} +(\gamma -1)(\mathbf {r} \cdot \mathbf {n} )\mathbf {n} -\gamma tv\mathbf {n} ]\times \mathbf {p} +(\gamma -1)(\mathbf {p} \cdot \mathbf {n} )[\mathbf {r} +(\gamma -1)(\mathbf {r} \cdot \mathbf {n} )\mathbf {n} -\gamma tv\mathbf {n} ]\times \mathbf {n} -\gamma {\frac {E}{c^{2}}}v[\mathbf {r} +(\gamma -1)(\mathbf {r} \cdot \mathbf {n} )\mathbf {n} -\gamma tv\mathbf {n} ]\times \mathbf {n} \\&=\mathbf {r} \times \mathbf {p} +(\gamma -1)(\mathbf {r} \cdot \mathbf {n} )\mathbf {n} \times \mathbf {p} -\gamma tv\mathbf {n} \times \mathbf {p} +(\gamma -1)(\mathbf {p} \cdot \mathbf {n} )\mathbf {r} \times \mathbf {n} -\gamma {\frac {E}{c^{2}}}v\mathbf {r} \times \mathbf {n} \\&=\mathbf {L} +\left[{\frac {\gamma -1}{v^{2}}}(\mathbf {r} \cdot \mathbf {v} )-\gamma t\right]\mathbf {v} \times \mathbf {p} +\left[{\frac {\gamma -1}{v^{2}}}(\mathbf {p} \cdot \mathbf {v} )-\gamma {\frac {E}{c^{2}}}\right]\mathbf {r} \times \mathbf {v} \\&=\mathbf {L} +\mathbf {v} \times \left[\left({\frac {\gamma -1}{v^{2}}}(\mathbf {r} \cdot \mathbf {v} )-\gamma t\right)\mathbf {p} -\left({\frac {\gamma -1}{v^{2}}}(\mathbf {p} \cdot \mathbf {v} )-\gamma {\frac {E}{c^{2}}}\right)\mathbf {r} \right]\\&=\mathbf {L} +\mathbf {v} \times \left[{\frac {\gamma -1}{v^{2}}}\left((\mathbf {r} \cdot \mathbf {v} )\mathbf {p} -(\mathbf {p} \cdot \mathbf {v} )\mathbf {r} \right)+\gamma \left({\frac {E}{c^{2}}}\mathbf {r} -t\mathbf {p} \right)\right]\end{aligned}}} Usando la regla producto mixto {\displaystyle {\begin{aligned}\mathbf {a} \times (\mathbf {b} \times \mathbf {c} )&=\mathbf {b} (\mathbf {a} \cdot \mathbf {c} )-\mathbf {c} (\mathbf {a} \cdot \mathbf {b} )\\(\mathbf {a} \times \mathbf {b} )\times \mathbf {c} &=(\mathbf {c} \cdot \mathbf {a} )\mathbf {b} -(\mathbf {c} \cdot \mathbf {b} )\mathbf {a} \\\end{aligned}}} da {\displaystyle {\begin{aligned}(\mathbf {r} \times \mathbf {p} )\times \mathbf {v} &=(\mathbf {v} \cdot \mathbf {r} )\mathbf {p} -(\mathbf {v} \cdot \mathbf {p} )\mathbf {r} \\(\mathbf {v} \cdot \mathbf {r} )\mathbf {p} -(\mathbf {v} \cdot \mathbf {p} )\mathbf {r} &=\mathbf {L} \times \mathbf {v} \\\end{aligned}})} y junto con la definición de N tenemos {\displaystyle \mathbf {L} '=\mathbf {L} +\mathbf {v} \times \left[{\frac {\gamma -1}{v^{2}}}\mathbf {L} \times \mathbf {v} +\gamma \mathbf {N} \right]} Restableciendo el vector unitario n, {\displaystyle \mathbf {L} '=\mathbf {L} +\mathbf {n} \times \left[(\gamma -1)\mathbf {L} \times \mathbf {n} +v\gamma \mathbf {N} \right]} Dado que en la transformación hay un producto cruzado a la izquierda con n, {\displaystyle \mathbf {n} \times (\mathbf {L} \times \mathbf {n} )=\mathbf {L} (\mathbf {n} \cdot \mathbf {n} )-\mathbf {n} (\mathbf {n} \cdot \mathbf {L} )=\mathbf {L} -\mathbf {n} (\mathbf {n} \cdot \mathbf {L} )} entonces {\displaystyle \mathbf {L} '=\mathbf {L} +(\gamma -1)(\mathbf {L} -\mathbf {n} (\mathbf {n} \cdot \mathbf {L} ))+\beta \gamma c\mathbf {n} \times \mathbf {N} =\gamma (\mathbf {L} +v\mathbf {n} \times \mathbf {N} )-(\gamma -1)\mathbf {n} (\mathbf {n} \cdot \mathbf {L} )} |

### Cuadrimomento angular como bivector
En mecánica relativista, el impulso COM y el momento angular orbital de 3 espacios de un objeto giratorio se combinan en un bivector de cuatro dimensiones en términos de four-position X y cuadrimomento P del objeto
{\displaystyle \mathbf {M} =\mathbf {X} \wedge \mathbf {P} }
En componentes
{\displaystyle M^{\alpha \beta }=X^{\alpha }P^{\beta }-X^{\beta }P^{\alpha }}
que son seis cantidades independientes en total. Dado que los componentes de X y P dependen del marco, también lo es M. Tres componentes
{\displaystyle M^{ij}=x^{i}p^{j}-x^{j}p^{i}=L^{ij}}
son los del conocido momento angular orbital clásico de 3 espacios, y los otros tres
{\displaystyle M^{0i}=x^{0}p^{i}-x^{i}p^{0}=c\,\left(tp^{i}-x^{i}{\frac {E}{c^{2}}}\right)=-cN^{i}}
son el momento de masa relativista, multiplicado por −c. El tensor es antisimétrico;
{\displaystyle M^{\alpha \beta }=-M^{\beta \alpha }}
Los componentes del tensor se pueden mostrar sistemáticamente como matrix
{\displaystyle {\begin{aligned}\mathbf {M} &={\begin{pmatrix}M^{00}&M^{01}&M^{02}&M^{03}\\M^{10}&M^{11}&M^{12}&M^{13}\\M^{20}&M^{21}&M^{22}&M^{23}\\M^{30}&M^{31}&M^{32}&M^{33}\end{pmatrix}}\\[3pt]&=\left({\begin{array}{c|ccc}0&-N^{1}c&-N^{2}c&-N^{3}c\\\hline N^{1}c&0&L^{12}&-L^{31}\\N^{2}c&-L^{12}&0&L^{23}\\N^{3}c&L^{31}&-L^{23}&0\end{array}}\right)\\[3pt]&=\left({\begin{array}{c|c}0&-\mathbf {N} c\\\hline \mathbf {N} ^{\mathrm {T} }c&\mathbf {x} \wedge \mathbf {p} \\\end{array}}\right)\end{aligned}}}
en el que la última matriz es un matriz por bloques formado al tratar N como un  row vector que matriz transpuesta equivale al  column vector NT, y 'x ∧ p como un matriz antisimétrica de 3 × 3. Las líneas simplemente se insertan para mostrar dónde están los bloques.
Nuevamente, este tensor es aditivo: el momento angular total de un sistema es la suma de los tensores de momento angular para cada constituyente del sistema:
{\displaystyle \mathbf {M} _{\text{tot}}=\sum _{n}\mathbf {M} _{n}=\sum _{n}\mathbf {X} _{n}\wedge \mathbf {P} _{n}\,.}
Cada uno de los seis componentes forma una cantidad conservada cuando se agrega con los componentes correspondientes de otros objetos y campos.
El tensor de momento angular M es de hecho un tensor, los componentes cambian de acuerdo con una matriz Transformación de Lorentz Λ, como se ilustra de la forma habitual en  tensor index notation.
{\displaystyle {\begin{aligned}{M'}^{\alpha \beta }&={X'}^{\alpha }{P'}^{\beta }-{X'}^{\beta }{P'}^{\alpha }\\&={\Lambda ^{\alpha }}_{\gamma }X^{\gamma }{\Lambda ^{\beta }}_{\delta }P^{\delta }-{\Lambda ^{\beta }}_{\delta }X^{\delta }{\Lambda ^{\alpha }}_{\gamma }P^{\gamma }\\&={\Lambda ^{\alpha }}_{\gamma }{\Lambda ^{\beta }}_{\delta }\left(X^{\gamma }P^{\delta }-X^{\delta }P^{\gamma }\right)\\&={\Lambda ^{\alpha }}_{\gamma }{\Lambda ^{\beta }}_{\delta }M^{\gamma \delta }\\\end{aligned}},}
donde, para un impulso (sin rotaciones) con velocidad normalizada β= v/c, los elementos de la matriz de transformación de Lorentz son
{\displaystyle {\begin{aligned}{\Lambda ^{0}}_{0}&=\gamma \\{\Lambda ^{i}}_{0}&={\Lambda ^{0}}_{i}=-\gamma \beta ^{i}\\{\Lambda ^{i}}_{j}&={\delta ^{i}}_{j}+{\frac {\gamma -1}{\beta ^{2}}}\beta ^{i}\beta _{j}\end{aligned}}}
y los componentes covariante βi y contravariante βi de β son los mismos ya que son solo parámetros.
En otras palabras, uno puede transformar Lorentz las cuatro posiciones y los cuatro momentos por separado, y luego antisimetrizar esos componentes recién encontrados para obtener el tensor de momento angular en el nuevo marco.
| Transformaciones vectoriales derivadas de las transformaciones tensoriales |
| La transformación de los componentes de impulso son {\displaystyle {\begin{aligned}M'^{k0}&={\Lambda ^{k}}_{\mu }{\Lambda ^{0}}_{\nu }M^{\mu \nu }\\&={\Lambda ^{k}}_{0}{\Lambda ^{0}}_{0}M^{00}+{\Lambda ^{k}}_{i}{\Lambda ^{0}}_{0}M^{i0}+{\Lambda ^{k}}_{0}{\Lambda ^{0}}_{j}M^{0j}+{\Lambda ^{k}}_{i}{\Lambda ^{0}}_{j}M^{ij}\\&=\left({\Lambda ^{k}}_{i}{\Lambda ^{0}}_{0}-{\Lambda ^{k}}_{0}{\Lambda ^{0}}_{i}\right)M^{i0}+{\Lambda ^{k}}_{i}{\Lambda ^{0}}_{j}M^{ij}\\\end{aligned}}} en cuanto al momento angular orbital {\displaystyle {\begin{aligned}{M'}^{k\ell }&={\Lambda ^{k}}_{\mu }{\Lambda ^{\ell }}_{\nu }M^{\mu \nu }\\&={\Lambda ^{k}}_{0}{\Lambda ^{\ell }}_{0}M^{00}+{\Lambda ^{k}}_{i}{\Lambda ^{\ell }}_{0}M^{i0}+{\Lambda ^{k}}_{0}{\Lambda ^{\ell }}_{j}M^{0j}+{\Lambda ^{k}}_{i}{\Lambda ^{\ell }}_{j}M^{ij}\\&=\left({\Lambda ^{k}}_{i}{\Lambda ^{\ell }}_{0}-{\Lambda ^{k}}_{0}{\Lambda ^{\ell }}_{i}\right)M^{i0}+{\Lambda ^{k}}_{i}{\Lambda ^{\ell }}_{j}M^{ij}\end{aligned}}} Las expresiones en las entradas de la transformación de Lorentz son {\displaystyle {\begin{aligned}{\Lambda ^{k}}_{i}{\Lambda ^{\ell }}_{0}-{\Lambda ^{k}}_{0}{\Lambda ^{\ell }}_{i}&=\left[{\delta ^{k}}_{i}+{\frac {\gamma -1}{\beta ^{2}}}\beta ^{k}\beta _{i}\right]\left(-\gamma \beta ^{\ell }\right)-\left(-\gamma \beta ^{k}\right)\left[{\delta ^{\ell }}_{i}+{\frac {\gamma -1}{\beta ^{2}}}\beta ^{\ell }\beta _{i}\right]\\&=\gamma \left[\beta ^{k}{\delta ^{\ell }}_{i}-\beta ^{\ell }{\delta ^{k}}_{i}\right]\\{\Lambda ^{k}}_{i}{\Lambda ^{0}}_{0}-{\Lambda ^{k}}_{0}{\Lambda ^{0}}_{i}&=\left[{\delta ^{k}}_{i}+{\frac {\gamma -1}{\beta ^{2}}}\beta ^{k}\beta _{i}\right]\gamma -(-\gamma \beta ^{k})(-\gamma \beta ^{i})\\&=\gamma \left[{\delta ^{k}}_{i}+{\frac {\gamma -1}{\beta ^{2}}}\beta ^{k}\beta _{i}-\gamma \beta ^{k}\beta ^{i}\right]\\&=\gamma \left[{\delta ^{k}}_{i}+\left({\frac {\gamma -1}{\beta ^{2}}}-\gamma \right)\beta ^{k}\beta _{i}\right]\\&=\gamma \left[{\delta ^{k}}_{i}+\left({\frac {\gamma -\gamma \beta ^{2}-1}{\beta ^{2}}}\right)\beta ^{k}\beta _{i}\right]\\&=\gamma \left[{\delta ^{k}}_{i}+\left({\frac {\gamma ^{-1}-1}{\beta ^{2}}}\right)\beta ^{k}\beta _{i}\right]\\&=\gamma {\delta ^{k}}_{i}-\left[{\frac {\gamma -1}{\beta ^{2}}}\right]\beta ^{k}\beta _{i}\\{\Lambda ^{k}}_{i}{\Lambda ^{\ell }}_{j}&=\left[{\delta ^{k}}_{i}+{\frac {\gamma -1}{\beta ^{2}}}\beta ^{k}\beta _{i}\right]\left[{\delta ^{\ell }}_{j}+{\frac {\gamma -1}{\beta ^{2}}}\beta ^{\ell }\beta _{j}\right]\\&={\delta ^{k}}_{i}{\delta ^{\ell }}_{j}+{\frac {\gamma -1}{\beta ^{2}}}{\delta ^{k}}_{i}\beta ^{\ell }\beta _{j}+{\frac {\gamma -1}{\beta ^{2}}}\beta ^{k}\beta _{i}{\delta ^{\ell }}_{j}+{\frac {\gamma -1}{\beta ^{2}}}{\frac {\gamma -1}{\beta ^{2}}}\beta ^{\ell }\beta _{j}\beta ^{k}\beta _{i}\end{aligned}}} da {\displaystyle {\begin{aligned}cN'^{k}&=\left({\Lambda ^{k}}_{i}{\Lambda ^{0}}_{0}-{\Lambda ^{k}}_{0}{\Lambda ^{0}}_{i}\right)cN^{i}+{\Lambda ^{k}}_{i}{\Lambda ^{0}}_{j}\varepsilon ^{ijn}L_{n}\\&=\left[\gamma {\delta ^{k}}_{i}-\left({\frac {\gamma -1}{\beta ^{2}}}\right)\beta ^{k}\beta _{i}\right]cN^{i}+-\gamma \beta ^{j}\left[{\delta ^{k}}_{i}+{\frac {\gamma -1}{\beta ^{2}}}\beta ^{k}\beta _{i}\right]\varepsilon ^{ijn}L_{n}\\&=\gamma cN^{k}-\left({\frac {\gamma -1}{\beta ^{2}}}\right)\beta ^{k}\left(\beta _{i}cN^{i}\right)-\gamma \beta ^{j}{\delta ^{k}}_{i}\varepsilon ^{ijn}L_{n}-\gamma {\frac {\gamma -1}{\beta ^{2}}}\beta ^{j}\beta ^{k}\beta _{i}\varepsilon ^{ijn}L_{n}\\&=\gamma cN^{k}-\left({\frac {\gamma -1}{\beta ^{2}}}\right)\beta ^{k}\left(\beta _{i}cN^{i}\right)-\gamma \beta ^{j}\varepsilon ^{kjn}L_{n}\\\end{aligned}}} o en forma vectorial, dividiendo por c {\displaystyle \mathbf {N} '=\gamma \mathbf {N} -\left({\frac {\gamma -1}{\beta ^{2}}}\right){\boldsymbol {\beta }}\left({\boldsymbol {\beta }}\cdot \mathbf {N} \right)-{\frac {1}{c}}\gamma {\boldsymbol {\beta }}\times \mathbf {L} } o restablecer β= v/c, {\displaystyle \mathbf {N} '=\gamma \mathbf {N} -\left({\frac {\gamma -1}{v^{2}}}\right)\mathbf {v} \left(\mathbf {v} \cdot \mathbf {N} \right)-\gamma \mathbf {v} \times \mathbf {L} } y {\displaystyle {\begin{aligned}L'^{k\ell }&=\left({\Lambda ^{k}}_{i}{\Lambda ^{\ell }}_{0}-{\Lambda ^{k}}_{0}{\Lambda ^{\ell }}_{i}\right)cN^{i}+{\Lambda ^{k}}_{i}{\Lambda ^{\ell }}_{j}L^{ij}\\&=\gamma c\left(\beta ^{k}{\delta ^{\ell }}_{i}-\beta ^{\ell }{\delta ^{k}}_{i}\right)N^{i}+\left[{\delta ^{k}}_{i}{\delta ^{\ell }}_{j}+{\frac {\gamma -1}{\beta ^{2}}}{\delta ^{k}}_{i}\beta ^{\ell }\beta _{j}+{\frac {\gamma -1}{\beta ^{2}}}\beta ^{k}\beta _{i}{\delta ^{\ell }}_{j}+{\frac {\gamma -1}{\beta ^{2}}}{\frac {\gamma -1}{\beta ^{2}}}\beta ^{\ell }\beta _{j}\beta ^{k}\beta _{i}\right]L^{ij}\\&=\gamma c\left(\beta ^{k}N^{\ell }-\beta ^{\ell }N^{k}\right)+L^{k\ell }+{\frac {\gamma -1}{\beta ^{2}}}\beta ^{\ell }\beta _{j}L^{kj}+{\frac {\gamma -1}{\beta ^{2}}}\beta ^{k}\beta _{i}L^{i\ell }\\\end{aligned}}} o convertir a forma pseudovectorial {\displaystyle {\begin{aligned}\varepsilon ^{k\ell n}L'_{n}&=\gamma c\left(\beta ^{k}N^{\ell }-\beta ^{\ell }N^{k}\right)+\varepsilon ^{k\ell n}L_{n}+{\frac {\gamma -1}{\beta ^{2}}}\left(\beta ^{\ell }\beta _{j}\varepsilon ^{kjn}L_{n}-\beta ^{k}\beta _{i}\varepsilon ^{\ell in}L_{n}\right)\\\end{aligned}}} en notación vectorial {\displaystyle \mathbf {L} '=\gamma c{\boldsymbol {\beta }}\times \mathbf {N} +\mathbf {L} +{\frac {\gamma -1}{\beta ^{2}}}{\boldsymbol {\beta }}\times ({\boldsymbol {\beta }}\times \mathbf {L} )} o restablecer β= v/c, {\displaystyle \mathbf {L} '=\gamma \mathbf {v} \times \mathbf {N} +\mathbf {L} +{\frac {\gamma -1}{v^{2}}}\mathbf {v} \times \left(\mathbf {v} \times \mathbf {L} \right)} |

### Rotación de un cuerpo rígido
Para una partícula que se mueve en una curva, el producto vectorial de su velocidad angular ω (un pseudovector) y la posición x dan su velocidad tangencial.
{\displaystyle \mathbf {u} ={\boldsymbol {\omega }}\times \mathbf {x} }
la cual no puede exceder una magnitud de c, ya que en SR la velocidad de traslación de cualquier objeto masivo no puede exceder la velocidad de la luz c. Matemáticamente esta restricción es 0 ≤ | u | < c, las barras verticales denotan el magnitude del vector. Si el ángulo entre ω y x es θ (se supone que es distinto de cero, de lo contrario u sería cero correspondiente a ningún movimiento), entonces | u |= | ω | | x | sin θ y la velocidad angular están restringidas por
{\displaystyle 0\leq |{\boldsymbol {\omega }}|<{\frac {c}{|\mathbf {x} |\sin \theta }}}
Por tanto, la velocidad angular máxima de cualquier objeto masivo depende del tamaño del objeto. Para una |x| dada, el límite superior mínimo se produce cuando ω y x son perpendiculares, de modo que θ= π/2 y sin θ= 1.
Para un cuerpo rígido giratorio que gira con una velocidad angular ω, u es la velocidad tangencial en un punto x dentro del objeto. Para cada punto del objeto, existe una velocidad angular máxima.
La velocidad angular (pseudovector) está relacionada con el momento angular (pseudovector) a través del tensor momento de inercia I
{\displaystyle \mathbf {L} =\mathbf {I} \cdot {\boldsymbol {\omega }}\quad \rightleftharpoons \quad L_{i}=I_{ij}\omega _{j}}
(el punto · indica contracción tensorial en un índice). El momento angular relativista también está limitado por el tamaño del objeto.

## Espín en la relatividad especial

### Cuadriespín
Una partícula puede tener un momento angular "incorporado" independiente de su movimiento, llamado spin y denotado s. Es un pseudovector 3D similar al momento angular orbital L.
El espín tiene un espín correspondiente, por lo que si la partícula está sujeta a interacciones (como campo electromagnético o  spin-orbit coupling), la dirección del vector de espín de la partícula cambiará, pero su magnitud será constante.
La extensión a la relatividad especial es sencilla. Para algunos sistema de referencia local F, deje que F′ Sea el sistema de reposo de la partícula y suponga que la partícula se mueve con velocidad constante de 3 u. Entonces F′ se impulsa con la misma velocidad y las transformaciones de Lorentz se aplican como de costumbre; es más conveniente utilizar β= u/c. Como cuadrivector en la relatividad especial, el S de cuatro espines generalmente toma la forma habitual de un vector de cuatro con un componente temporal st y componentes espaciales s, en el marco de laboratorio
{\displaystyle \mathbf {S} \equiv \left(S^{0},S^{1},S^{2},S^{3}\right)=(s_{t},s_{x},s_{y},s_{z})}
aunque en el marco de reposo de la partícula, se define de modo que el componente temporal sea cero y los componentes espaciales sean los del vector de espín real de la partícula, en la notación aquí 's′, por lo que en el marco de la partícula
{\displaystyle \mathbf {S} '\equiv \left({S'}^{0},{S'}^{1},{S'}^{2},{S'}^{3}\right)=\left(0,s_{x}',s_{y}',s_{z}'\right)}
La equiparación de normas conduce a la relación invariante
{\displaystyle s_{t}^{2}-\mathbf {s} \cdot \mathbf {s} =-\mathbf {s} '\cdot \mathbf {s} '}
entonces, si la magnitud del espín se da en el marco de reposo de la partícula y el marco de laboratorio de un observador, la magnitud del componente temporal st también se da en el marco de laboratorio.
| Transformaciones vectoriales derivadas de las transformaciones tensoriales |
| Los componentes potenciados de los cuatro giros en relación con el marco del laboratorio son {\displaystyle {\begin{aligned}{S'}^{0}&={\Lambda ^{0}}_{\alpha }S^{\alpha }={\Lambda ^{0}}_{0}S^{0}+{\Lambda ^{0}}_{i}S^{i}=\gamma \left(S^{0}-\beta _{i}S^{i}\right)\\&=\gamma \left({\frac {c}{c}}S^{0}-{\frac {u_{i}}{c}}S^{i}\right)={\frac {1}{c}}U_{0}S^{0}-{\frac {1}{c}}U_{i}S^{i}\\[3pt]{S'}^{i}&={\Lambda ^{i}}_{\alpha }S^{\alpha }={\Lambda ^{i}}_{0}S^{0}+{\Lambda ^{i}}_{j}S^{j}\\&=-\gamma \beta ^{i}S^{0}+\left[\delta _{ij}+{\frac {\gamma -1}{\beta ^{2}}}\beta _{i}\beta _{j}\right]S^{j}\\&=S^{i}+{\frac {\gamma ^{2}}{\gamma +1}}\beta _{i}\beta _{j}S^{j}-\gamma \beta ^{i}S^{0}\end{aligned}}} Aquí γ= γ(u). S′ está en el sistema de reposo de la partícula, por lo que su componente temporal es cero, S′0= 0, no S0. Además, el primero es equivalente al producto interno de las cuatro velocidades (divididas por c) y los cuatro giros. La combinación de estos hechos conduce a {\displaystyle {S'}^{0}={\frac {1}{c}}U_{\alpha }S^{\alpha }=0} que es una invariante. Luego, esto, combinado con la transformación del componente temporal, conduce al componente percibido en el marco del laboratorio; {\displaystyle S^{0}=\beta _{i}S^{i}} Las relaciones inversas son {\displaystyle {\begin{aligned}S^{0}&=\gamma \left({S'}^{0}+\beta _{i}{S'}^{i}\right)\\S^{i}&={S'}^{i}+{\frac {\gamma ^{2}}{\gamma +1}}\beta _{i}\beta _{j}{S'}^{j}+\gamma \beta ^{i}{S'}^{0}\end{aligned}}} |

La restricción covariante del giro es la ortogonalidad al vector velocidad,
{\displaystyle U_{\alpha }S^{\alpha }=0}
En notación de 3 vectores para mayor claridad, las transformaciones son
{\displaystyle {\begin{aligned}s_{t}&={\boldsymbol {\beta }}\cdot \mathbf {s} \\\mathbf {s} '&=\mathbf {s} +{\frac {\gamma ^{2}}{\gamma +1}}{\boldsymbol {\beta }}\left({\boldsymbol {\beta }}\cdot \mathbf {s} \right)-\gamma {\boldsymbol {\beta }}s_{t}\end{aligned}}}
Las relaciones inversas
{\displaystyle {\begin{aligned}s_{t}&=\gamma {\boldsymbol {\beta }}\cdot \mathbf {s} '\\\mathbf {s} &=\mathbf {s} '+{\frac {\gamma ^{2}}{\gamma +1}}{\boldsymbol {\beta }}\left({\boldsymbol {\beta }}\cdot \mathbf {s} '\right)\end{aligned}}}
son los componentes del giro del marco de laboratorio, calculados a partir de los del marco de reposo de la partícula. Aunque el giro de la partícula es constante para una partícula determinada, parece ser diferente en el marco del laboratorio.

### Pseudovector de Pauli-Lubanski
El seudovector de Pauli–Lubanski
{\displaystyle S_{\mu }={\frac {1}{2}}\varepsilon _{\mu \nu \rho \sigma }J^{\nu \rho }P^{\sigma },}
se aplica tanto a masivos como a partícula sin masa.

## Descomposición espín-orbital
En general, el tensor de momento angular total se divide en un componente orbital y un spin component,
{\displaystyle J^{\mu \nu }=M^{\mu \nu }+S^{\mu \nu }~.}
Esto se aplica a una partícula, a una distribución masa-energía-momento o a un campo.

## Momento angular de una distribución masa-energía-momento

### Momento angular del tensor masa-energía-momento
El siguiente es un resumen de MTW. Para simplificar, se suponen coordenadas cartesianas.
En relatividad especial y general, una distribución de masa-energía-momento, p. un fluido, o una estrella, se describe mediante tensor de energía-impulso Tβγ (un campo tensorial de segundo orden dependiendo del espacio y el tiempo). Dado que T00 es la densidad de energía, Tj0 para j = 1, 2, 3 es el jésimo componente del impulso 3d del objeto por unidad de volumen, y ' 'Tij forma los componentes de stress tensor, incluidas las tensiones cortantes y normales, la densidad de momento angular orbital alrededor del vector de posición 4 Xβ está dada por un tensor de tercer orden
{\displaystyle {\mathcal {M}}^{\alpha \beta \gamma }=\left(X^{\alpha }-{\bar {X}}^{\alpha }\right)T^{\beta \gamma }-\left(X^{\beta }-{\bar {X}}^{\beta }\right)T^{\alpha \gamma }}
Esto es antisimétrico en α y β. En la relatividad especial y general, T es un tensor simétrico, pero en otros contextos (por ejemplo, la teoría cuántica de campos), puede que no lo sea.
Sea Ω una región del espacio-tiempo 4d. El boundary es una hipersuperficie de espacio-tiempo tridimensional ("volumen de superficie de espacio-tiempo" en contraposición a "área de superficie espacial"), denotada ∂Ω donde "∂" significa "límite". La integración de la densidad del momento angular sobre una hipersuperficie del espacio-tiempo 3D produce el tensor del momento angular alrededor de X,
{\displaystyle M^{\alpha \beta }\left({\bar {X}}\right)=\oint _{\partial \Omega }{\mathcal {M}}^{\alpha \beta \gamma }d\Sigma _{\gamma }}
donde dΣγ es el volumen 1-form que desempeña el papel de vector unitario normal a una superficie 2d en el espacio euclidiano 3d ordinario. La integral se toma de las coordenadas X, no de X. La integral dentro de una superficie espacial de tiempo constante es
{\displaystyle M^{ij}=\oint _{\partial \Omega }{\mathcal {M}}^{ij0}d\Sigma _{0}=\oint _{\partial \Omega }\left[\left(X^{i}-Y^{i}\right)T^{j0}-\left(X^{j}-Y^{j}\right)T^{i0}\right]dx\,dy\,dz}
que en conjunto forman el tensor de momento angular.

### Momento angular respecto del centro de masa
Hay un momento angular intrínseco en el marco del centro de masa; en otras palabras, el momento angular respecto de cualquier evento.
{\displaystyle \mathbf {X} _{\text{COM}}=\left(X_{\text{COM}}^{0},X_{\text{COM}}^{1},X_{\text{COM}}^{2},X_{\text{COM}}^{3}\right)}
en la línea de palabras del centro de masa del objeto. Dado que T00 es la densidad de energía del objeto, las coordenadas espaciales del centro de masas están dadas por
{\displaystyle X_{\text{COM}}^{i}={\frac {1}{m_{0}}}\int _{\partial \Omega }X^{i}T^{00}dxdydz}
Configurando Y = XCOM se obtiene la densidad del momento angular orbital alrededor del centro de masa del objeto.

### Conservación del momento angular
Las leyes de conservación de la energía y el momento vienen dadas en forma diferencial por la ecuación de continuidad
{\displaystyle \partial _{\gamma }T^{\beta \gamma }=0}
donde ∂γ es el cuadrigradiente (en coordenadas no cartesianas y en la relatividad general, esto sería reemplazado por la derivada covariante). La conservación del momento angular total viene dada por otra ecuación de continuidad
{\displaystyle \partial _{\gamma }{\mathcal {J}}^{\alpha \beta \gamma }=0}
Las ecuaciones integrales usan Teorema de la divergencia en el espacio-tiempo.
{\displaystyle {\begin{aligned}\int _{\mathcal {V}}\partial _{\gamma }T^{\beta \gamma }\,cdt\,dx\,dy\,dz&=\oint _{\partial {\mathcal {V}}}T^{\beta \gamma }d^{3}\Sigma _{\gamma }=0\\\int _{\mathcal {V}}\partial _{\gamma }{\mathcal {J}}^{\alpha \beta \gamma }\,cdt\,dx\,dy\,dz&=\oint _{\partial {\mathcal {V}}}{\mathcal {J}}^{\alpha \beta \gamma }d^{3}\Sigma _{\gamma }=0\end{aligned}}}

## Torque en relatividad especial
El par que actúa sobre una partícula puntual se define como la derivada del tensor del momento angular dado anteriormente con respecto al tiempo propio:
{\displaystyle {\boldsymbol {\Gamma }}={\frac {d\mathbf {M} }{d\tau }}=\mathbf {X} \wedge \mathbf {F} }
o en componentes tensoriales:
{\displaystyle \Gamma _{\alpha \beta }=X_{\alpha }F_{\beta }-X_{\beta }F_{\alpha }}
donde F es la fuerza 4d que actúa sobre la partícula en el evento X. Al igual que con el momento angular, el par es aditivo, por lo que para un objeto extendido uno suma o integra la distribución de masa.

## El impulso angular como generador de impulsos y rotaciones del espacio-tiempo
El tensor de momento angular es el generador de impulsos y rotaciones del Grupo de Lorentz. Lorentz boosts puede parametrizarse mediante  rapidity y un vector unitario n tridimensional que apunta en la dirección del impulso, que se combinan en el "vector de rapidez"
{\displaystyle {\boldsymbol {\zeta }}=\zeta \mathbf {n} =\mathbf {n} \tanh ^{-1}\beta }
donde β= v/c es la velocidad del movimiento relativo dividida por la velocidad de la luz. Las rotaciones espaciales se pueden parametrizar mediante notación axial-angular, el ángulo θ y un vector unitario a que apunta en la dirección del eje, que se combinan en un "vector eje-ángulo".
{\displaystyle {\boldsymbol {\theta }}=\theta \mathbf {a} }
Cada vector unitario solo tiene dos componentes independientes, el tercero se determina a partir de la magnitud unitaria. En total hay seis parámetros del grupo de Lorentz; tres para rotaciones y tres para impulsos. El grupo de Lorentz (homogéneo) tiene 6 dimensiones.
Los generadores de impulso K y los generadores de rotación J se pueden combinar en un solo generador para transformaciones de Lorentz; M el tensor de momento angular antisimétrico, con componentes
{\displaystyle M^{0i}=-M^{i0}=K_{i}\,,\quad M^{ij}=\varepsilon _{ijk}J_{k}\,.}
y en consecuencia, los parámetros de impulso y rotación se recopilan en otra matriz antisimétrica de cuatro dimensiones ω, con entradas:
{\displaystyle \omega _{0i}=-\omega _{i0}=\zeta _{i}\,,\quad \omega _{ij}=\varepsilon _{ijk}\theta _{k}\,,}
donde el convenio de suma de Einstein sobre los índices repetidos i, j, k se ha utilizado para evitar signos de suma torpes. El Transformación de Lorentz general viene dado entonces por el exponencial de una matriz
{\displaystyle \Lambda ({\boldsymbol {\zeta }},{\boldsymbol {\theta }})=\exp \left({\frac {1}{2}}\omega _{\alpha \beta }M^{\alpha \beta }\right)=\exp \left({\boldsymbol {\zeta }}\cdot \mathbf {K} +{\boldsymbol {\theta }}\cdot \mathbf {J} \right)}
y la convención de suma se ha aplicado a los índices matriciales repetidos α y β.
La transformación general de Lorentz Λ es la ley de transformación para cualquier cuadrivector A = (A0, A1, A2, A3), dando los componentes de este mismo 4-vector en otro sistema de referencia inercial
{\displaystyle \mathbf {A} '=\Lambda ({\boldsymbol {\zeta }},{\boldsymbol {\theta }})\mathbf {A} }
El tensor de momento angular forma 6 de los 10 generadores del Grupo de Poincaré, los otros cuatro son los componentes del impulso de cuatro para las traslaciones espacio-temporales.

## Momento angular en la relatividad general
El momento angular de las partículas de prueba en un fondo suavemente curvado es más complicado en GR, pero se puede generalizar de manera sencilla. Si el Lagrangian se expresa con respecto a variables angulares como coordenadas generalizadas, entonces los momentos angulares son los derivada funcional del lagrangiano con respecto al angular velocities. Con referencia a las coordenadas cartesianas, generalmente se dan por los términos de corte fuera de la diagonal de la parte espacial del tensor de energía-impulso. Si el espacio-tiempo admite una tangente Vector de Killing a un círculo, entonces el momento angular alrededor del eje se conserva.
También se desea estudiar el efecto de una masa compacta en rotación sobre el espacio-tiempo que la rodea. La solución prototipo es  Kerr metric, que describe el espacio-tiempo alrededor de un agujero negro axialmente simétrico. Obviamente es imposible dibujar un punto en el horizonte de sucesos de un agujero negro de Kerr y observar cómo gira. Sin embargo, la solución admite una constante del sistema que actúa matemáticamente de manera similar a un momento angular.

### Relatividad especial
- R. Torretti (1996). Relativity and Geometry. Dover Books on Physics Series. Courier Dover Publications. ISBN 0-486-69046-6.

### Relatividad general
- L. Blanchet; A. Spallicci; B. Whiting (2011). Mass and motion in general relativity. Fundamental theories of physics 162. Springer. p. 87. ISBN 978-90-481-3015-3.
- M. Ludvigsen (1999). General Relativity: A Geometric Approach. Cambridge University Press. p. 77. ISBN 0-521-63976-X.
- N. Ashby, D.F. Bartlett, W.Wyss (1990). General Relativity and Gravitation 1989: Proceedings of the 12th International Conference on General Relativity and Gravitation. Cambridge University Press. ISBN 0-521-38428-1.
- B.L. Hu; M.P. Ryan; M.P. Ryan; C.V. Vishveshwara (2005). Directions in General Relativity: Volume 1: Proceedings of the 1993. Directions in General Relativity: Proceedings of the 1993 International Symposium, Maryland: Papers in Honor of Charles Misner 1. Cambridge University Press. p. 347. ISBN 0-521-02139-1.
- A. Papapetrou (1974). Lectures on General Relativity. Springer. ISBN 90-277-0514-3.